# Jana Franziska Poll
Pour les articles homonymes, voir Poll.
Jana Franziska Poll est une joueuse allemande de volley-ball née le 7 mai 1988 à Meppen. Elle mesure 1,85 m et joue au poste d'attaquante. Elle totalise 87 sélections en équipe d'Allemagne.

## Clubs
| Club                        | De        | À         |
| --------------------------- | --------- | --------- |
| Union Meppen                | 1997-1998 | 2004-2005 |
| SCU Emlichheim              | 2005-2006 | 2007-2008 |
| Alemannia Aachen            | 2008-2009 | 2011-2012 |
| Rote Raben Vilsbiburg       | 2012-2013 | 2012-2013 |
| Schweriner SC               | 2013-2014 | 2014-2015 |
| VT Aurubis Hamburg          | 2015-2016 | 2015-2016 |
| Panathinaikos Athènes       | 2016-2017 | 2016-2017 |
| Olympiakos S.F. Le Pirée    | 2017-2018 | 2017-2018 |
| Volleyball Club Stuttgart   | 2018-2019 | 2018-2019 |
| VolAlto Caserta             | 2019-2020 | 2019-2020 |
| Azzurra Volley San Casciano | jan 2020  | mai 2020  |
| Ladies in Black Aachen      | 2020-2021 | 2022-2023 |
| SCU Emlichheim              | 2023-2024 | …         |

## Palmarès

### Équipe nationale
- Championnat d'Europe
  - Finaliste : 2013.
- Ligue européenne
  - Finaliste : 2014.

### Clubs
- Challenge Cup
  - Vainqueur : 2018.
- Coupe de Grèce
  - Vainqueur : 2018.
- Championnat de Grèce
  - Vainqueur : 2018.
- Championnat d'Allemagne
  - Vainqueur : 2019.
- Coupe d'Allemagne
  - Finaliste : 2019.